# 北東アジア

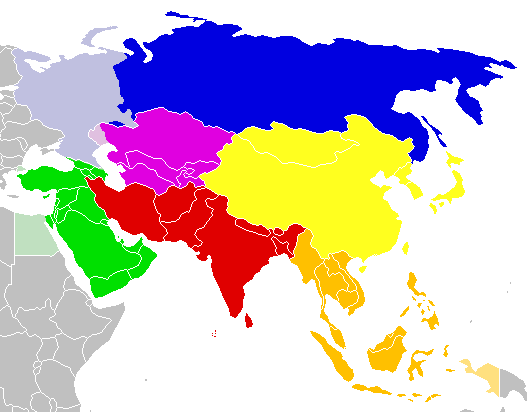
国際連合によるアジアの地域の分類
北アジア
中央アジア
西アジア
南アジア
東アジア
東南アジア

北東アジア（ほくとうアジア、英語: Northeast Asia , Northeastern Asia）は、アジアのうち北東部。
国連による世界地理区分には、北東アジアという地域は存在しない。
さまざまな定義があるが、ここでは、広義に捉えた東アジアと北アジアを合せた地域とする定義で論じる。具体的には、日本、中国、朝鮮半島、極東ロシアである。
東北アジアと北東アジアは、ともに英文表記では「Northeast Asia」または「Northeastern Asia」であるが、漢字文化圏やモンゴル等では、「東北亜」などのように伝統的表記によって「東北」としている。これらの地域の方位表記にあっては、このように「東北」が一般的である。

## 定義

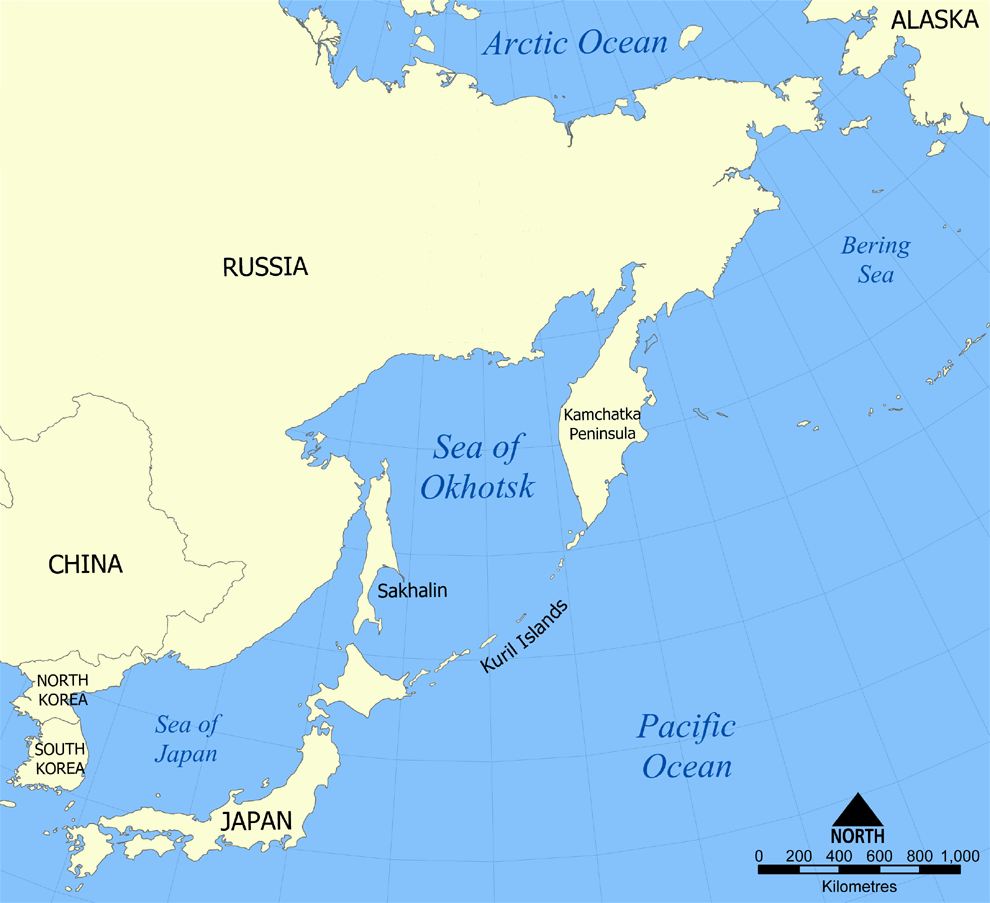
北東アジアとオホーツク海

北東アジアと東北アジアは、使用している機関・個人によって必ずしもその地域概念についての共通理解が定着しているとは言いがたい。
アジア全体の地域区分については、松田寿男のアジアの地域区分論（『アジア史概説』河出書房 1956年。最近のものは『アジアの歴史―東西交渉からみた前近代の世界像―』岩波書店　岩波現代文庫　2006年）が先駆的であり、アジア全域を東西南北4つに区分している。パミール高原を中心として天山・アルタイ・ヒマラヤ・ヒンズークシの各山脈などの自然地形に従い、アフリカ北部・アラビア半島から東に、モンゴル高原、中国東北部に延びる広大な乾燥の帯を加味して、東西南北の4つのアジアを設定する。北アジアは乾燥した酷寒・寒冷の北極圏を含むシベリア等でタイガと南部にステップが広がり、東アジアは寒帯から亜熱帯の幅をもつ中華人民共和国（中国）・朝鮮半島・日本等として位置づけられる。
この東アジアと北アジアをあわせた概念が、アジアの東北という意味での「東北アジア」「北東アジア」である。

### 日本における多義性
地域概念は歴史的に伸縮するものであり、たとえば「日本」地域は特にこの150年間伸縮が著しかった。しかし、この自然地理的区域分けを考慮に入れた東北アジア地域においては、中央アジア・東南アジアとの区域分けを除いて、それほど大きく変動しない。ただ、この地域内の現在的相互関係と将来的関係については変動がありえ、特に、現在、東南アジアをも含む形で構想されている「東アジア」の範囲とは大きく重なる。
東北アジアとほぼ同義にも使われる言葉として「北東アジア」がある。これは1980年代以降、国際政治学・開発経済論において、また日本海側道府県等で環日本海経済交流圏構想を掲げて以来、かなり使われるようになった。特に、1990年代に、環日本海経済交流圏の国の一つである韓国が「日本海」という呼称の使用を拒否したため、「環日本海」に代わる言葉として「北東アジア」が使われるようになった。ただし、経済活動の視野が21世紀に入ってシベリアに拡大されるとともに、「東北アジア」とその地域範囲がほぼ重なる場合も多くなっている。
次にやや狭いのが、「東北アジア」を中国東北部付近、すなわち朝鮮・満洲・モンゴル東部、ロシアの極東を指す用語として使う場合であり、日本では歴史学・考古学分野の一部でこの用法が見られる。
なお、日本における学術分野での使用例では、歴史学においては東北アジアが多く使われ、文化人類学・地理学では「北東アジア」が、やや多く使われてきたという傾向は認められる。
そして最も狭い範囲をさす用語が、日本の外務省の課名にある「北東アジア」である。1958年、第一課は「北東アジア課」、第二課は「中国課」、第三課が「南東アジア課」、第四課が「南西アジア課」となって以来のもので、この「北東アジア課」は朝鮮半島を担当する。現在、広く使われ一般化している「東南アジア」を担当しているのが「南東アジア課」であり、これらの地域名は英文の直訳体となっている。このような外務省的区分では「東北アジア」は極めて狭い地域範囲となる。
他方、日本の経済産業省の北東アジア課は中国、朝鮮及びモンゴルとの通商に関する協定又は取決めの実施を担当しており、ロシアを担当していないことを除けば巷間言われている「東北アジア」の地理的範囲に近い。
日本では、特に環日本海経済交流圏（中国・朝鮮・ロシア・日本）の交流を目指していた日本海側の道府県で多く「環日本海」の呼称を使用していた。しかし、韓国（大韓民国）が日本海の名称をめぐって、韓国を中心として見た「東海」であると主張したため、1990年代になると、国際会議等で「環日本海」を避けて北東アジアを使う場合が多くなった。
日本の報道機関では中国語・朝鮮語の「東北亜」を「東北アジア」ではなく「北東アジア」と訳する場合も多い。ただ、国際政治・経済・歴史・考古学・文化人類学等各分野の研究書・論文等では、東北アジア・北東アジアのいずれの使用例も増加している。

## 地域の特徴

### 歴史
17世紀にモンゴル人を取り込んで領域を拡大した満洲族が、根拠地の満洲から、モンゴル・中国・東トルキスタン・チベット等の広大な地域を支配した。今日の中国の領域につながる広大な地域が、満洲族の王朝清の領域となった。さらに、18世紀以降特に活発化したロシアの東方進出・拡大が、清とロシアの国境問題をもたらした。そして南からはイギリス・フランスの進出によって、南アジア、東南アジアとの複雑な関係が生じ、さらに19世紀後半以降の日本のこの地域への進出・侵略が関わった。こうしてこの地域において、近代的な国家領域が確定されていく。
第二次世界大戦後も、この北東アジア・東北アジア地域は、冷戦構造の下、朝鮮半島の南北分断と朝鮮戦争、台湾海峡の緊張、そしてアメリカの軍事的、経済的影響等、複雑な歴史的背景をもった。また政治体制面でも、20世紀にはソ連に始まる共産主義国家地域でもあり、中国・北朝鮮で、共産党政権が現在も存続している。だが、1980年代の中国の「改革開放」による市場経済化、1990年代のソ連の解体以降、経済関係、環境・資源問題での関係が密接になり、多様な交流が拡大している。

### 民族
民族的に見ても多様であり、中国で公式に認められた民族数は56、ロシアのシベリア・極東では100以上にのぼる。モンゴル人の場合は、モンゴルのみならず、ロシアのバイカル湖南岸のブリヤート、ボルガ川流域のカルムイク、中国内の内モンゴル及び青海省等に分布し、漢民族は華人として朝鮮半島や日本に居住を広げた（中国系日本人、朝鮮半島の華人）。また朝鮮民族も19世紀以降朝鮮半島外に分布域を拡大し、満洲（中国東北部）の朝鮮族、ロシアや中央アジアの高麗人、日本国内の「在日韓国・朝鮮人」等が存在する。このように複数の国にまとまった居住地域を持つ民族・エスニシティもあり、また一部には世界的広がりをもつユダヤ人やイスラム教徒の集団的居住地域もある。東北アジアの民族問題は、極めて複雑であり、各国の民族政策にも複雑な歴史的背景による多様性が見られる。

### 気候
気候的には北極圏から亜熱帯までの幅があり、乾燥地域では広大な砂漠が広がり、現在も拡大している。8000m級の山岳が続くヒマラヤ・チベットなどの高山・高原から、東トルキスタンのトゥルファン盆地の海抜マイナス155mまでの高低差がある。また北のオビ川、エニセイ川、レナ川の各河川や、アムール川・黄河・長江（揚子江）・珠江などの大河もあり、海洋面でも北はベーリング海から、南の南シナ海、太平洋までの複雑さがあり、極めて複雑で多様な自然環境が見られる地域である。